# فهرست القاب استفاده شده از سوی دونالد ترامپ
رئیس‌جمهور آمریکا، بیزنس‌من و شخصیت تلویزیونی دونالد ترامپ در جریان انتخابات ریاست جمهوری ۲۰۱۶ آمریکا و صدارتش پس از آن به خاطر استفاده از القاب یا ابراز نظر برای انتقاد از چهره‌های رسانه ای، سیاستمداران و رهبران خارجی به‌طور گسترده شناخته شده‌است.

## خودش
دونالد ترامپ به خاطر استفاده از ضمیر سوم شخص به جای اول شخص در اشاره به خودش مورد توجه قرار گرفته‌است.
| لقب                             | نام شخص      | ملاحظات                                             |
| ------------------------------- | ------------ | --------------------------------------------------- |
| “عالی‌ترین رئیس‌جمهور آمریکا”     | دونالد ترامپ | مجری سابق کارآموز, بیزنس‌من و ۴۵مین رئیس‌جمهور آمریکا |
| آقای برکسیت                     | دونالد ترامپ | مجری سابق کارآموز, بیزنس‌من و ۴۵مین رئیس‌جمهور آمریکا |
| رئیس‌جمهور محبوب تان             | دونالد ترامپ | مجری سابق کارآموز, بیزنس‌من و ۴۵مین رئیس‌جمهور آمریکا |
| شاه بدهی                        | دونالد ترامپ | مجری سابق کارآموز, بیزنس‌من و ۴۵مین رئیس‌جمهور آمریکا |
| مرد تعرفه‌ای                     | دونالد ترامپ | مجری سابق کارآموز, بیزنس‌من و ۴۵مین رئیس‌جمهور آمریکا |
| رئیس‌جمهور تی. / President Trump | دونالد ترامپ | مجری سابق کارآموز, بیزنس‌من و ۴۵مین رئیس‌جمهور آمریکا |
| برگزیده                         | دونالد ترامپ | مجری سابق کارآموز, بیزنس‌من و ۴۵مین رئیس‌جمهور آمریکا |

## شخصیت های سیاسی داخلی
| لقب                                                                        | نام شخص            | ملاحظات |
| -------------------------------------------------------------------------- | ------------------ | --- |
| دامبو                                                                      | رندالف «تکس» الس   | اداره کننده سرویس مخفی ایالات متحده |
| هانتر کجاست                                                                | هانتر بایدن        | وکیل و لابیگر آمریکایی که پسر دوم جو بایدن معاون سابق رییس جمهور آمریکاست                                                                                                  |
| بایدن 1 درصدی / 1 Percent Joe                                              | جو بایدن           | 47th معاون سابق رئیس‌جمهور ایالات متحده آمریکا; سناتور سابق ایالات متحده از دلاور; رییس سابق کمیته روابط خارجی سنای ایالات متحده آمریکا; نامزد ریاست جمهوری 2020 حزب دمکرات |
| جو بایدن دیوانه                                                            | جو بایدن           | 47th معاون سابق رئیس‌جمهور ایالات متحده آمریکا; سناتور سابق ایالات متحده از دلاور; رییس سابق کمیته روابط خارجی سنای ایالات متحده آمریکا; نامزد ریاست جمهوری 2020 حزب دمکرات |
| کوئید پرو جو (به معنای جوی این به آن در؛ اشاره به اتهام فساد و معامله گری) | جو بایدن           | 47th معاون سابق رئیس‌جمهور ایالات متحده آمریکا; سناتور سابق ایالات متحده از دلاور; رییس سابق کمیته روابط خارجی سنای ایالات متحده آمریکا; نامزد ریاست جمهوری 2020 حزب دمکرات |
| خوابالو /خوابالوی خیلی کند / جوی خوابالوچندش‌آور                            | جو بایدن           | 47th معاون سابق رئیس‌جمهور ایالات متحده آمریکا; سناتور سابق ایالات متحده از دلاور; رییس سابق کمیته روابط خارجی سنای ایالات متحده آمریکا; نامزد ریاست جمهوری 2020 حزب دمکرات |
| مایکل بلومبرگ کوچولو                                                       | مایکل بلومبرگ      | 108th شهردار سابق نیویورک; 2020 نامزد دمکرات ریاست جمهوری 2020; مدیرارشداجرایی بلومبرگ ال.پی.                                                                              |
| مینی مایک بلومبرگ / Mini Mike                                              | مایکل بلومبرگ      | 108th شهردار سابق نیویورک; 2020 نامزد دمکرات ریاست جمهوری 2020; مدیرارشداجرایی بلومبرگ ال.پی.                                                                              |
| دانانگ ریچارد / Da Nang Dick                                               | ریچارد بلومنتال    | سناتور ایالات متحده از کنتیکت |
| آقای سرسخت                                                                 | جان بولتون         | مشاور امنیت ملی و سفیر سابق آمریکا در سازمان ملل |
| فرماندار جری «مونبیم» براون                                                | جری براون          | 34مین و 39مین فرماندار کالیفرنیا |
| بوش اصلی                                                                   | جرج اچ. دابلیو بوش | 41مین رییس جمهور آمریکا; 43مین معاون رئیس‌جمهور ایالات متحده آمریکا |
| جب کم انرژی                                                                | جب بوش             | 43مین فرماندار فلوریدا; نامزد جمهوریخواه ریاست جمهوری 2016 |

## رهبران خارجی
| لقب                    | نام شخص                    | ملاحظات                                        |
| ---------------------- | -------------------------- | ---------------------------------------------- |
| اسدِ حیوان              | بشار اسد                   | رئیس‌جمهور سوریه                                |
| ترامپ بریتانیا         | بوریس جانسون               | نخست‌وزیر بریتانیا                              |
| راکت من / راکت من کوچک | کیم جونگ اون               | رهبر کره شمالی                                 |
| اوآن ترامپ             | آندرس مانوئل لوپز اوبرادور | رئیس‌جمهور مکزیک                                |
| الکس دیوانه            | الکس سموند                 | وزیر اول سابق اسکاتلند و حامی استقلال اسکاتلند |
| جاستین از کانادا       | جاستین ترودو               | ۲۳مین نخست‌وزیر کانادا                          |

## سازمان‌ها
| لقب | نام شخص       | ملاحظات                         |
| --- | ------------- | ------------------------------- |
| فیک ای بی سی نیوز (ای بی سی نیوز جعلی)                                                                      | ای‌بی‌سی نیوز   | شبکه خبری                       |
| شبکه خبری کلینتون / فیک نیوز سی‌ان‌ان (سی‌ان‌ان خبر جعلی) / وری فیک نیوز (اخبار خیلی جعلی) / سی ان ان کم بیننده | سی‌ان‌ان        | شبکه خبری (شبکه خبری کابلی)     |
| کان-کست (کان به معنای متقلب) / Concast                                                                      | کامکست        | شرکت خوشه ای ارتباطاتی آمریکایی |
| Democrat Party                                                                                              | حزب دموکرات   | حزب بزرگ آمریکایی               |
| گرگان دی سی                                                                                                 | حزب دموکرات   | حزب بزرگ آمریکایی               |
| دمکرات‌های چپ رادیکال                                                                                        | حزب دموکرات   | حزب بزرگ آمریکایی               |
| هیچ کار نکن‌ها / وحشی‌های دمکرات هیچ کار نکن /دمکرات‌های هیچ کار نکن                                           | حزب دموکرات   | حزب بزرگ آمریکایی               |
| ام‌اسدی‌ان‌سی /فیک نیوز ام اس دی ان سی / ام اس دسی ان سی (کامکست اسلایم)                                       | ام‌اس‌ان‌بی‌سی    | شبکه خبری                       |
| نیویورک تایمز وامانده                                                                                       | نیویورک تایمز | روزنامه                         |
| نیویورک تایمز فاسد                                                                                          | نیویورک تایمز | روزنامه                         |
| بانوی پیر خاکستری                                                                                           | نیویورک تایمز | روزنامه                         |
| واشینگتن پست آمازون                                                                                         | واشینگتن پست  | روزنامه                         |